# Seleção Angolana de Futsal Masculino
A Seleção Angolana de Futsal representa a Angola em competições internacionais de futsal.

## Melhores Classificações
- Copa do Mundo de Futsal da FIFA - Fase de grupos em 2021 e 2024.
- Campeonato Africano de Futsal -  2⁰ lugar em 2024.